# Escuela Danrin
La Escuela Danrin (談林派) fue una escuela de poesía haikai popular entre 1670 y 1680. Fue fundada por el poeta Nishiyama Sōin (1605 a 1682). Su objetivo era alejarse de la seriedad de la poesía clásica y de gusto aristocrático de la poesía renga (o versos enlazados), empleando recursos como asociaciones de palabras (engo), homofonías (kakekotoba), parodia, sátira etc. Con ello pretendía acercar la poesía a los gustos de la nueva clase urbana que comenzaba a emerger en Osaka, el nuevo centro comercial de la época. La Escuela Danrin insufló mayor libertad a la composición poética, liberándola de los rígidos esquemas de la retórica clásica, favoreciendo el uso del lenguaje y temas cotidianos, así como el empleo del humor. Sus miembros exploraron ese choque con la tradición, buscando en sus versos la tensión retórica respecto a las convenciones clásicas. Acudieron a la vida cotidiana como fuente de inspiración, aunque a menudo se les acusó de mera frivolidad. El gran poeta Matsuo Bashō y el novelista Ihara Saikaku fueron al inicio de sus carreras literarias miembros de esta escuela.